# Jacques Tessarech
Pour les articles homonymes, voir Tessarech.
Jacques Tessarech est un guitariste et compositeur français, né le 9 avril 1862 à Ajaccio, décédé le 29 mars 1929 à Nice.

## Biographie
Jacques Tessarech est né en 1862 à Ajaccio en Corse. Il est le petit fils d'un sergent tchèque, Jacques Tessarech, envoyé en captivité en Corse après la bataille d'Austerlitz. Il a étudié avec Cuttoli, guitariste réputé d'Ajaccio. Il a collecté des chants traditionnels corses. Il est mort à Nice le 29 mars 1929.
Il a joué pour le prince de Galles, le futur Édouard VII, qui était de passage à Ajaccio et qui l'a encouragé à venir à Londres.
En 1888 il part pour Paris encouragé par Henri Büsser, pensionnaire de la Villa Médicis comme Premier Grand prix de Rome de musique.
Jacques Tessarech a eu de nombreux élèves dont François Agostini, compositeur et directeur du Théâtre national de l'Opéra-Comique.
Le compositeur Georges Migot a écrit sur Tessarech : 

« Nous sommes devant un fait exceptionnel qui prendra date dans l'histoire des instruments de musique et, par la suite, dans l'histoire de la musique même.
Nous sommes en présence d'un homme qui porte en lui tout le génie d'un instrument. Il en a oublié de vivre. Il a même oublié d'en rechercher un peu de cette gloire passagère des applaudissements. 
La nature exceptionnelle de Ségovia permet à la musique de s'exprimer par la guitare ; la technique et l'esthétique de Tessarech permet à la guitare d'exprimer la musique. »

En 1928 il ajoute « Par ses deux ouvrages Jacques Tessarech a le droit d'en attendre une gloire durable par delà la vie... Il fait partie de cette phalange de héros qui savent se sacrifier pour offrir à la musique de s'exprimer plus parfaitement plus totalement. »
Jacques Istria (1918-2003) a composé Hommage à Jacques Tessarech. 
en 1929 Emma di Rienzi a écrit un poème en hommage à Tessarech.

## Œuvres
Jacques Tessarech a composé une vingtaine de pièces pour guitare dont trois Sonates et six Études, des arrangements de chants traditionnels corses, ainsi que des transcriptions.
- Quatre mélopées corses (Henry Lemoine, 1895).
- Résumé d'une causerie sur l'évolution de la guitare à travers les âges (Ajaccio : impr. de F. Siciliano, 1922).
- Évolution de la guitare : Douze pièces et trois études (Henry Lemoine, 1923) (OCLC 8530730)
  - Introduction en trois chapitres
  - Quatre lentisques corses
  - Sept pièces
  - Deux sonates
  - Quatre transcriptions
  - Quatre Études

- La guitare polyphonique (Henry Lemoine, 1927) (OCLC 21088043).
  - Préface de Georges Migot
  - Leru-leru
  - Chanson corse (a pipa)
  - Scatarellu
  - Les gaies lavandières
  - L'ajaccienne
  - Romance en sol mineur
  - Tarentelle
  - Chant corse III
  - Duo
  - Prélude
  - Légende
  - Sonate II
  - Sonate III : Dialogues
  - Clair de lune de Beethoven
  - Sérénade de Don Juan de Mozart
  - Menuet de Don Juan de Mozart
  - Menuet de Exaudet XVIIIe siècle
  - Étude en ut majeur
  - Études en tierces mineures
  - Le cycle harmonique par les bémols
  - Le cycle harmonique par les dièses